# Erich Weber
Erich Paul Weber (12 de septiembre de 1860 en Kamen - 29 de octubre de 1933 en Berlín) fue un oficial del ejército alemán, quien sirvió en el Ejército Imperial Alemán y en el Ejército otomano durante la I Guerra Mundial, y en último término alcanzó el rango de General de Infantería (General der Infanterie).

## Carrera militar
Weber entró en el Ejército prusiano y recibió su comisión como Sekondeleutnant el 15 de abril de 1878. Una carrera de éxito como oficial regimental júnior culminó en su mando del Schleswig-Holsteinische Pionier-Bataillon Nr. 9, con cuartel general en Harburg. El 14 de abril de 1907, con el rango de Mayor, fue transferido a Inspección de Ingenieros (Ingenieur-Inspektion) IV, donde sirvió como un oficial de ingenieros en el Comando de la Fortificación de Metz (Festung Metz). El 22 de marzo de 1910 fue promovido a Oberstleutnant. Fue transferido a Estrasburgo el 22 de mayo de 1912 tras su designación como oficial comandante de los Ingenieros del XV Cuerpo. En este puesto llevó el uniforme del 1. Elsässische Pionier-Bataillon Nr. 15. El 19 de noviembre de 1912 fue promovido a Oberst.
El 3 de diciembre de 1913 Weber fue seleccionado para participar en le recién inaugurada Misión Militar alemana (Militärmission) en el Imperio otomano, encabezada por Liman von Sanders. El 8 de diciembre a Weber le fue concedido formalmente el retiro del servicio activo en el Ejército Imperial Alemán antes de ser transferido al Ejército otomano, y estuvo en el primer contingente de 10 oficiales germanos en llegar a Estambul al mes siguiente. Inicialmente fue designado Inspector-General de Ingenieros (İstihkam Müfettişi) agregado al Ministerio de Guerra otomano, con el alto rango otomano de Mirliva (=  Generalmajor alemán). Como especialista en fortificaciones, cuando el Imperio otomano inició la preparación para entrar en la I Guerra Mundial, Weber fue asignado a fortalecer las defensas costeras de los Dardanelos. A finales de marzo/abril de 1915 fue designado comandante del XV Cuerpo otomano en la margen asiática del estrecho. Durante la Campaña de Galípoli, se distinguió en las primeras etapas del combate en el lado asiático de los Dardanelos. El 18 de abril de 1915 fue promovido al rango alemán de Generalmajor y así automáticamente alcanzó el alto rango otomano de Ferik (= Generalleutnant alemán), junto con el título honorífico otomano de Pasha. El 5 de mayo Weber fue designado comandante del Grupo Sur, en la parte meridional de la península de Galípoli, en una fase de fuertes combates en este sector. Sin embargo, tras recibir críticas por su actuación, Weber se discutió con Liman von Sanders y fue relevado de su mando el 8 de julio.
En octubre de 1915 Weber retornó a Alemania. Formalmente reinstituido en el Ejército Imperial Alemán, entre el 22 de octubre y el 16 de noviembre de 1915 sirvió en el frente occidental como oficial comandante de la 100.ª Brigada de Infantería. El 21 de diciembre de 1916 asumió el mando de la 9.ª División en el frente occidental y permaneció en este puesto hasta el Armisticio en 1918.
Tras el fin de la guerra, Weber fue absorbido por el Provisional Reichswehr (Vorläufige Reichswehr). El 16 de junio de 1920 fue promovido a Generalleutnant y designado comandante del Distrito Militar (Wehrkreis) II. Después de la formación del Reichswehr, el 1 de octubre de 1920 fue designado comandante oficial de la 2.ª División, con base en Stettin. El 15 de junio de 1921 se retiró del Reichswehr con el rango honorario (brevet) de General der Infanterie.
La hija de Weber, Ingeborg, posteriormente se casaría con el Alto Almirante Karl Dönitz en 1916.
Los cuarteles del Bundeswehr en Höxter son nombrados en honor a Weber.